# Campeonato Europeo de Hockey sobre Hierba Masculino de 1983
El IV Campeonato Europeo de Hockey sobre Hierba Masculino se celebró en Ámsterdam (Países Bajos), entre el 18 de agosto y el 27 de agosto de 1983, bajo la organización de la Federación Europea de Hockey (EHF).

## Grupos
| Grupo A             | Grupo B         |
| ------------------- | --------------- |
| Alemania Occidental | Bélgica         |
| Austria             | Escocia         |
| España              | Irlanda         |
| Francia             | Países Bajos    |
| Gales               | Polonia         |
| Inglaterra          | Unión Soviética |

## Fase preliminar

### Grupo A
| Equipo              | J | G | E | P | GF | GC | DG  | PTS |
| ------------------- | - | - | - | - | -- | -- | --- | --- |
| España              | 5 | 5 | 0 | 0 | 24 | 5  | +19 | 10  |
| Alemania Occidental | 5 | 4 | 0 | 1 | 23 | 8  | +15 | 8   |
| Inglaterra          | 5 | 2 | 1 | 2 | 16 | 9  | +7  | 5   |
| Francia             | 5 | 1 | 2 | 2 | 8  | 9  | -1  | 4   |
| Gales               | 5 | 1 | 1 | 3 | 7  | 14 | -7  | 3   |
| Austria             | 5 | 0 | 0 | 5 | 3  | 36 | -33 | 0   |

- Encuentros disputados

| Fecha    | Partido             | Partido | Partido             | Resultado |
| -------- | ------------------- | ------- | ------------------- | --------- |
| 18.08.83 | Inglaterra          | -       | España              | 2 - 3     |
| 18.08.83 | Alemania Occidental | -       | Austria             | 8 - 0     |
| 18.08.83 | Francia             | -       | Gales               | 1 - 1     |
| 19.08.83 | España              | -       | Austria             | 10 - 0    |
| 20.08.83 | Gales               | -       | Inglaterra          | 0 - 2     |
| 20.08.83 | Alemania Occidental | -       | Francia             | 3 - 1     |
| 21.08.83 | Austria             | -       | Francia             | 1 - 4     |
| 21.08.83 | España              | -       | Gales               | 4 - 0     |
| 21.08.83 | Inglaterra          | -       | Alemania Occidental | 3 - 4     |
| 22.08.83 | Alemania Occidental | -       | Gales               | 6 - 0     |
| 22.08.83 | Austria             | -       | Inglaterra          | 1 - 8     |
| 22.08.83 | Francia             | -       | España              | 1 - 3     |
| 24.08.83 | España              | -       | Alemania Occidental | 4 - 2     |
| 24.08.83 | Gales               | -       | Austria             | 6 - 1     |
| 24.08.83 | Inglaterra          | -       | Francia             | 1 - 1     |

### Grupo B
| Equipo          | J | G | E | P | GF | GC | DG  | PTS |
| --------------- | - | - | - | - | -- | -- | --- | --- |
| Países Bajos    | 5 | 4 | 1 | 0 | 25 | 5  | +20 | 9   |
| Unión Soviética | 5 | 4 | 1 | 0 | 18 | 3  | +15 | 9   |
| Bélgica         | 5 | 2 | 1 | 2 | 7  | 13 | -6  | 5   |
| Escocia         | 5 | 1 | 1 | 3 | 8  | 13 | -5  | 3   |
| Irlanda         | 5 | 1 | 1 | 3 | 4  | 18 | -14 | 3   |
| Polonia         | 5 | 0 | 1 | 4 | 4  | 14 | -10 | 1   |

- Encuentros disputados

| Fecha    | Partido         | Partido | Partido         | Resultado |
| -------- | --------------- | ------- | --------------- | --------- |
| 18.08.83 | Escocia         | -       | Bélgica         | 2 - 4     |
| 18.08.83 | Países Bajos    | -       | Irlanda         | 9 - 0     |
| 19.08.83 | Unión Soviética | -       | Polonia         | 4 - 0     |
| 20.08.83 | Bélgica         | -       | Unión Soviética | 0 - 3     |
| 20.08.83 | Países Bajos    | -       | Escocia         | 2 - 1     |
| 20.08.83 | Polonia         | -       | Irlanda         | 1 - 2     |
| 21.08.83 | Países Bajos    | -       | Unión Soviética | 2 - 2     |
| 21.08.83 | Irlanda         | -       | Escocia         | 2 - 3     |
| 21.08.83 | Bélgica         | -       | Polonia         | 2 - 1     |
| 23.08.83 | Escocia         | -       | Unión Soviética | 1 - 4     |
| 23.08.83 | Irlanda         | -       | Bélgica         | 0 - 0     |
| 23.08.83 | Países Bajos    | -       | Polonia         | 5 - 1     |
| 24.08.83 | Unión Soviética | -       | Irlanda         | 5 - 0     |
| ??.08.83 | Escocia         | -       | Polonia         | 1 - 1     |
| ??.08.83 | Bélgica         | -       | Países Bajos    | 1 - 7     |

## Fase final
|  | Semifinales         | Semifinales   |       |               | Final               | Final |  |
|  |                     |               |       |               |                     |       |  |
|  |                     |               |       |               |                     |       |  |
|  | 26 / 8 / 1983       |               |       |               |                     |       |  |
|  | España              | 2             |       |               |                     |       |  |
|  | Unión Soviética     | 4             |       |               |                     |       |  |
|  |                     |               |       |               |                     |       |  |
|  |                     |               |       |               | 28 / 8 / 1983       |       |  |
|  |                     |               |       |               | Unión Soviética     | 4(10) |  |
|  |                     | Países Bajos  | 4(12) |               |                     |       |  |
|  |                     |               |       |               |                     |       |  |
|  |                     |               |       |               |                     |       |  |
|  |                     |               |       |               | Tercer lugar        |       |  |
|  | 26 / 8 / 1983       | 26 / 8 / 1983 |       | 28 / 8 / 1983 | 28 / 8 / 1983       |       |  |
|  | Países Bajos        | 4             |       | España        | 1                   |       |  |
|  | Alemania Occidental | 1             |       |               | Alemania Occidental | 3     |  |

### Puestos 9.º a 12.º
| Fecha    | Partido | Partido | Partido | Resultado |
| -------- | ------- | ------- | ------- | --------- |
| 26.08.83 | Gales   | -       | Polonia | 0 - 1     |
| 26.08.83 | Irlanda | -       | Austria | 4 - 0     |

### Puestos 5.º a 8.º
| Fecha    | Partido    | Partido | Partido | Resultado |
| -------- | ---------- | ------- | ------- | --------- |
| 26.08.83 | Inglaterra | -       | Escocia | 2-1       |
| 26.08.83 | Bélgica    | -       | Francia | 1-2       |

### Semifinales
| Fecha    | Partido      | Partido | Partido             | Resultado |
| -------- | ------------ | ------- | ------------------- | --------- |
| 26.08.83 | España       | -       | Unión Soviética     | 2-4       |
| 26.08.83 | Países Bajos | -       | Alemania Occidental | 4-1       |

### Undécimo Puesto
| Fecha    | Partido | Partido | Partido | Resultado |
| -------- | ------- | ------- | ------- | --------- |
| ??.08.83 | Gales   | -       | Austria | 0-1       |

### Noveno Puesto
| Fecha    | Partido | Partido | Partido | Resultado |
| -------- | ------- | ------- | ------- | --------- |
| ??.08.83 | Polonia | -       | Irlanda | 2-0       |

### Séptimo Puesto
| Fecha    | Partido | Partido | Partido | Resultado |
| -------- | ------- | ------- | ------- | --------- |
| ??.08.83 | Escocia | -       | Bélgica | 2-0       |

### Quinto Puesto
| Fecha    | Partido    | Partido | Partido | Resultado |
| -------- | ---------- | ------- | ------- | --------- |
| ??.08.83 | Inglaterra | -       | Francia | 3-0       |

### Tercer Puesto
| Fecha    | Partido | Partido | Partido             | Resultado |
| -------- | ------- | ------- | ------------------- | --------- |
| 28.08.83 | España  | -       | Alemania Occidental | 1-3       |

### Final
| Fecha    | Partido         | Partido | Partido      | Resultado           |
| -------- | --------------- | ------- | ------------ | ------------------- |
| 28.08.83 | Unión Soviética | -       | Países Bajos | 4-4 10-12 (t. pen.) |

## Medallero
|              |                 |                     |
| Países Bajos | Unión Soviética | Alemania Occidental |

## Estadísticas

### Clasificación general
| 1. Países Bajos        |
| 2. Unión Soviética     |
| 3. Alemania Occidental |
| 4. España              |
| 5. Inglaterra          |
| 6. Francia             |
| 7. Escocia             |
| 8. Bélgica             |
| 9. Polonia             |
| 10. Irlanda            |
| 11. Austria            |
| 12. Gales              |